# 蓝鹇平形吸虫
蓝鹇平形吸虫（学名：Platynotrema lophurae）为双腔科平形属的动物。分布于台湾宜兰县等地，营寄生生活，宿主为蓝鹇，寄生于肝脏。该物种的模式产地在台湾宜兰县。